# Setur
Setur är en bergskedja i republiken Island. Den ligger i regionen Suðurland, 140 km öster om huvudstaden Reykjavík.